# 李江 (明朝进士)
李江（1530年—1598年），字汝貢，號岷山，山東濟南府武定州人，錦衣衛校籍，明朝政治人物。

## 生平
壬子科順天府鄉試第五名舉人。嘉靖三十八年（1559年）中式己未科會試第二百四十五名，三甲第六十二名進士。初授庐陵县知县，四十四年十一月由知县选授江西道試御史，隆慶元年（1567年）八月升四川按察司川北道佥事，五年三月升陕西布政司左参议，六年八月升四川副使，万历三年（1575年）加升右参政，五年正月升本省按察使，六年八月官四川右布政使。萬歷八年（1580年）正月升廣西左布政使。十一年正月升右副都御史、巡抚湖广，十四年二月官至南京刑部右侍郎。万历二十六年九月卒。

## 家族
曾祖李剛；祖父李麟；父李錦，文思院副使。前母呂氏；母張氏。慈侍下。兄李淮、李沛（文思院副使）。弟李淳（文思院副使）、李濂。